# KYNU
KYNU (англ. Kynureninase) – білок, який кодується однойменним геном, розташованим у людей на короткому плечі 2-ї хромосоми.  Довжина поліпептидного ланцюга білка становить 465 амінокислот, а молекулярна маса — 52 352.
| 10         |  | 20         |  | 30         |  | 40         |  | 50         |
| ---------- |  | ---------- |  | ---------- |  | ---------- |  | ---------- |
| MEPSSLELPA |  | DTVQRIAAEL |  | KCHPTDERVA |  | LHLDEEDKLR |  | HFRECFYIPK |
| IQDLPPVDLS |  | LVNKDENAIY |  | FLGNSLGLQP |  | KMVKTYLEEE |  | LDKWAKIAAY |
| GHEVGKRPWI |  | TGDESIVGLM |  | KDIVGANEKE |  | IALMNALTVN |  | LHLLMLSFFK |
| PTPKRYKILL |  | EAKAFPSDHY |  | AIESQLQLHG |  | LNIEESMRMI |  | KPREGEETLR |
| IEDILEVIEK |  | EGDSIAVILF |  | SGVHFYTGQH |  | FNIPAITKAG |  | QAKGCYVGFD |
| LAHAVGNVEL |  | YLHDWGVDFA |  | CWCSYKYLNA |  | GAGGIAGAFI |  | HEKHAHTIKP |
| ALVGWFGHEL |  | STRFKMDNKL |  | QLIPGVCGFR |  | ISNPPILLVC |  | SLHASLEIFK |
| QATMKALRKK |  | SVLLTGYLEY |  | LIKHNYGKDK |  | AATKKPVVNI |  | ITPSHVEERG |
| CQLTITFSVP |  | NKDVFQELEK |  | RGVVCDKRNP |  | NGIRVAPVPL |  | YNSFHDVYKF |
| TNLLTSILDS |  | AETKN      |  |            |  |            |  |            |

A: Аланін

C: Цистеїн

D: Аспарагінова кислота

E: Глутамінова кислота

F: Фенілаланін

G: Гліцин

H: Гістидин

I: Ізолейцин

K: Лізин

L: Лейцин

M: Метіонін

N: Аспарагін

P: Пролін

Q: Глутамін

R: Аргінін

S: Серин

T: Треонін

V: Валін

W: Триптофан

Кодований геном білок за функцією належить до гідролаз. 
Задіяний у таких біологічних процесах як поліморфізм, ацетиляція, альтернативний сплайсинг. 
Білок має сайт для зв'язування з піридоксаль-фосфатом. 
Локалізований у цитоплазмі.